# جائزة غلينكا العالمية للتربة
جائزة غلينكا العالمية للتربة هي جائزة سنوية تُمنح منذ عام 2016 للباحثين لمساهماتهم المباشرة في الحفاظ على البيئة والأمن الغذائي والتخفيف من حدة الفقر، يتحصل الفائز على صك بقيمة 15000 دولار أمريكي وميدالية غلينكا المطلية بالذهب.
سميت الجائزة تكريما لعالم التربة الروسي كونستانتين غلينكا (1867-1927)، ومنحت من قبل الشراكة العالمية للتربة التابعة لمنظمة الأغذية والزراعة للأمم المتحدة.
| السنة | الاسم                         | الجنسية          |
| ----- | ----------------------------- | ---------------- |
| 2016  | معهد الجغرافي أجوستين كوداتزي | كولومبيا         |
| 2017  | جمعية المزارعين الأرجنتينية   | الأرجنتين        |
| 2018  | راتان لال                     | الولايات المتحدة |
| 2019  | شو منقو                       | الصين            |